# بخش ردون
بخش ردون (به فرانسوی: Arrondissement de Redon) یک بخش در فرانسه است که در ایل-ا-ویلن واقع شده‌است.